# Finsteraarhorn
El Finsteraarhorn, de 4.260 m s. n. m., es una cima de los Alpes berneses, ubicada cerca de la frontera de los cantones suizos del Valais y Berna. Es la cima más alta de los Alpes berneses y tercera en prominencia de los Alpes después del Mont Blanc y el Grossglockner. Es la montaña más alta del cantón de Berna. También es la cumbre más alta de los Alpes que queda fuera de la cadena principal de los Alpes. El Finsteraarhorn es el noveno en altura de los cuatromiles de los Alpes. Desde 2001 todo el macizo y los glaciares que lo rodean forman parte del lugar patrimonio de la Humanidad Jungfrau-Aletsch.

## Geografía
A pesar de ser la montaña más alta de los Alpes berneses, la cumbre del Finsteraarhorn es menos frecuentada que los cercanos Jungfrau y Eiger. Esto se debe a su ubicación en una de las zonas más remotas de los Alpes, completamente rodeada por valles glaciares deshabitados.

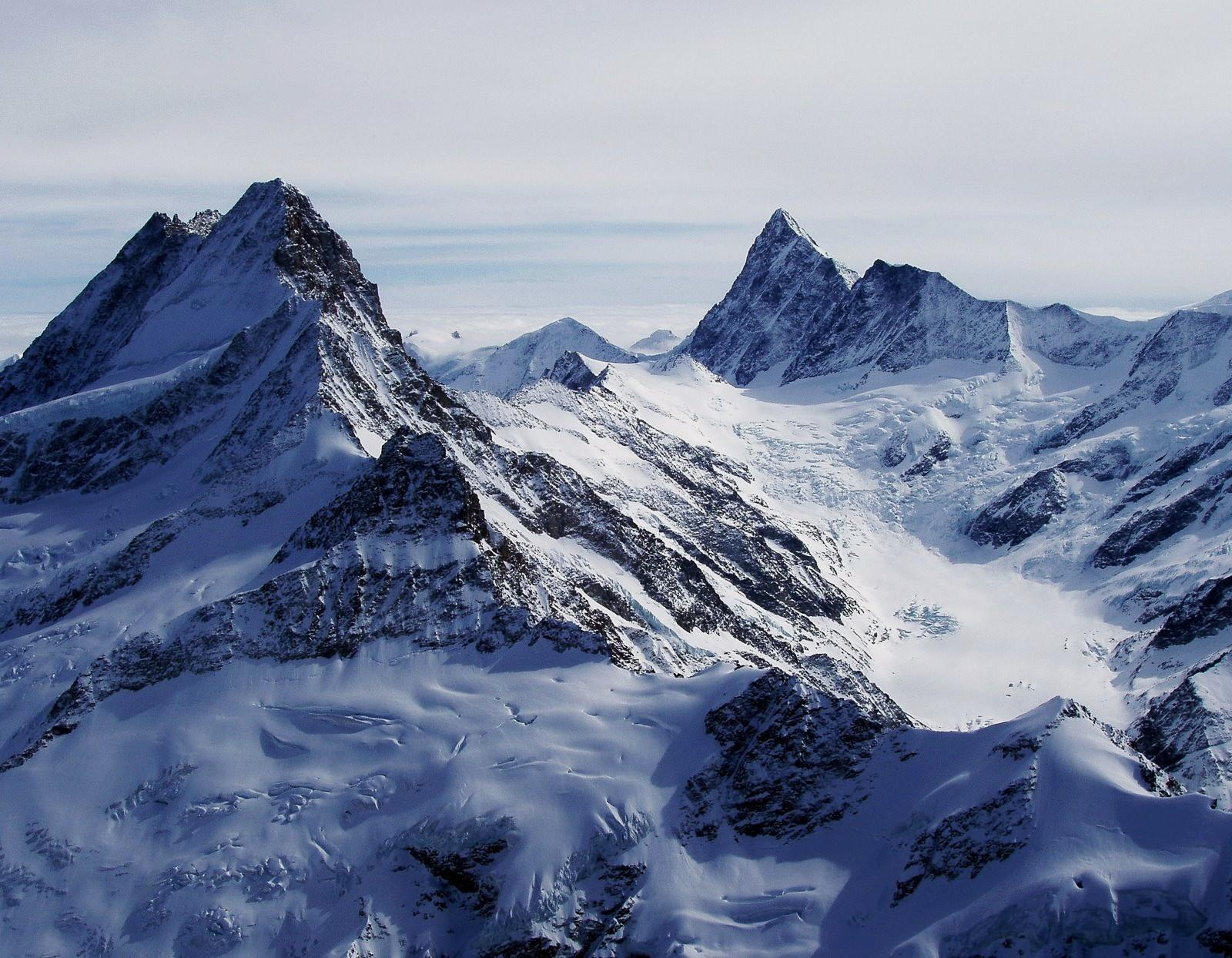
El Schreckhorn y el Finsteraarhorn (derecha), con el Glaciar Grindelwald inferior entre ellos.

Al oeste queda el glaciar Fiescher, el tercero en tamaño de los Alpes y al este se halla el gran glaciar de Aar. El más pequeño glaciar Grindelwald inferior se sitúa al norte del macizo. El Finsteraarhorn está rodeado por las cumbres del Schreckhorn y el Lauteraarhorn al norte, el Gross Fiescherhorn, Grünhorn y Gross Wannenhorn al oeste y el Oberaarhorn al este.

Panorámica de los Alpes berneses con el Finsteraarhorn.

La cumbre se encuentra en el límite entre el cantón del Valais y el de Berna, que es también la divisoria de aguas entre los ríos Ródano (mar Mediterráneo) y Rin (mar del Norte). El Finsteraarhorn es el punto culminante de la cuenca hidrológica del Rin.
Según la clasificación SOIUSA, el Finsteraarhorn da su nombre a un subgrupo (Grupo del Finsteraarhorn) con el código I/B-12.II-A.2.b. Forma parte del gran sector de los Alpes del noroeste, sección de los Alpes berneses, subsección Alpes berneses iss, supergrupo Grupo del Finsteraarhorn-Oberaarhorn-Galmihorn y Grupo del Finsteraarhorn-Oberaarhorn.

## Geología
Geológicamente la montaña pertenece al Macizo del Aar, un macizo geológicamente cristalino que se alza en los Alpes berneses orientales y los Alpes uraneses. El macizo pertenece a la zona helvética y está formado por rocas del continente europeo, principalmente granitos y gneisses. La cumbre en sí está formada por anfibolitas. 
El levantamiento del macizo aconteció hace 6 millones de años. La deformación inelástica de las rocas llevó a muchas fracturas y la formación de cristales hidrotermales por la deposición del agua saturada que fluía por dentro.

## Historia de la cumbre

### El controvertido primer ascenso

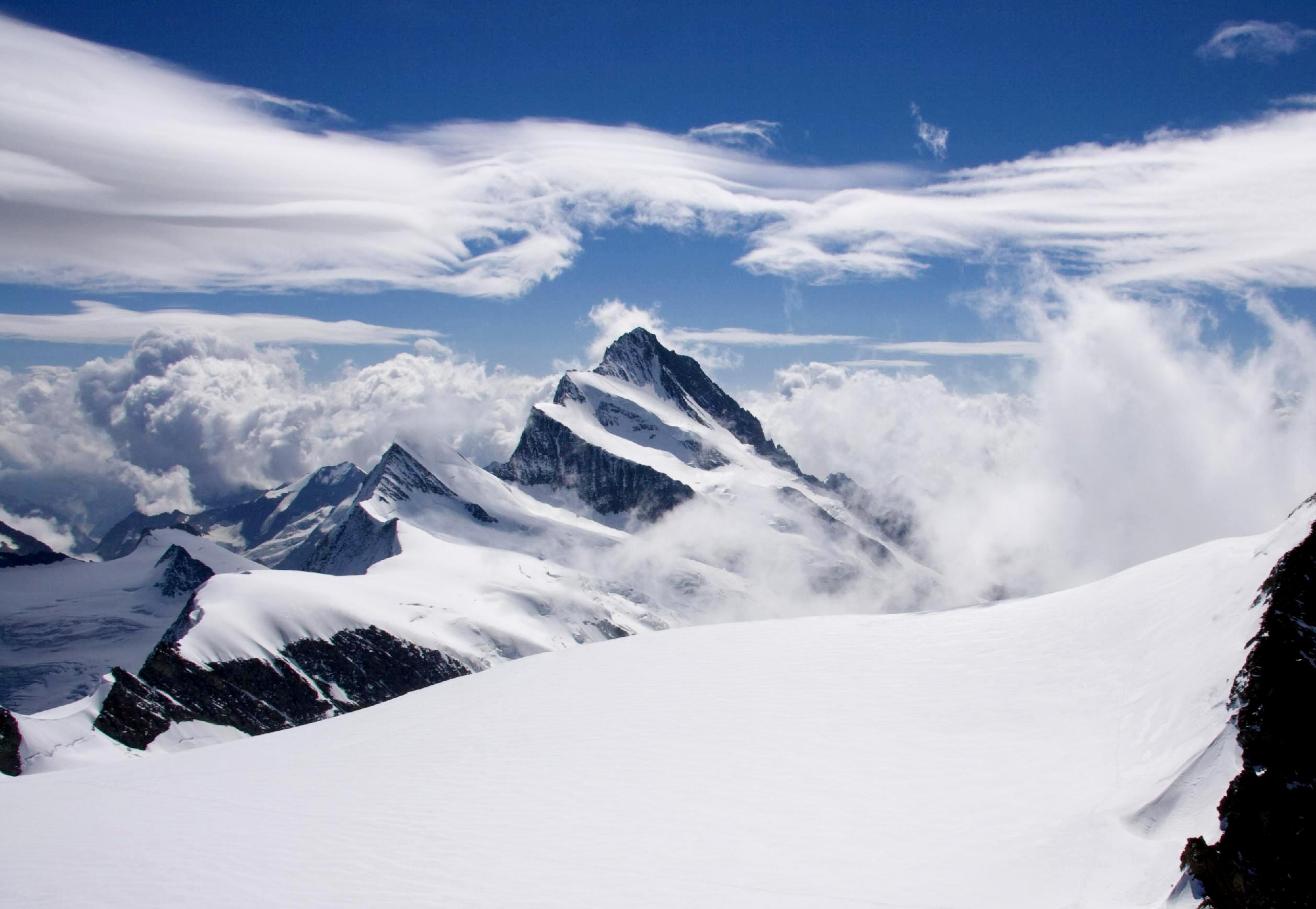
Vista desde el oeste. El collado Hugi queda justo debajo de la cumbre a la izquierda.

La identidad de los primeros en coronar la cumbre ha sido un tema controvertido durante mucho tiempo. Aunque Johann Rudolf Meyer pretendió haber alcanzado la cumbre en un intento en 1812 con los guías Arnold Abbühl, Joseph Bortis y Alois Volker, ahora se acepta -después de la investigación de John Percy Farrar en el Alpine Journal— que Jakob Leuthold y Johann Währen (guías del investigador y geólogo Franz Joseph Hugi) fueron los primeros en alcanzar la cumbre a través de la arista noroeste el 10 de agosto de 1829 (Hugi y los demás se quedaron justo debajo de la cumbre). Hugi, con A. Abbühl, A. Dändler, C. Lauener y J. Währenhad alcanzaron el collado debajo de la cumbre (que hoy se llama "collado Hugi", Hugisattel) el 19 de agosto de 1828, pero tuvieron que retirarse debido al mal tiempo. Como se menciona en las notas de Hugi (Naturhistorische Alpenreise), Hugi y Dändler arriesgaron sus vidas aquel día.
El primer intento (y pretendido ascenso) realizado el 16 de agosto de 1812 por Rudolph Meyer y sus guías tuvo lugar por la arista sudeste, que es una ruta más difícil y larga que la ruta normal. Uno de los guías, Arnold Abbühl, fue interrogado más tarde por Franz Joseph Hugi en 1828 sobre el ascenso, pero él no le convenció a Hugi sobre el éxito del ascenso. Hugi también se dio cuenta en 1829 de que no había encontrado restos de un ascenso previo.
Un año más tarde, el 10 de agosto de 1829, Hugi intentó escalar de nuevo la montaña con Leuthold y Währen. Desafortunadamente, aunque el ascenso esta vez fue coronado por el éxito, Hugi tuvo que esperar en el collado mientras que el otro alcanzaba la cumbre. Quedó de hecho ligeramente herido y no podía ir más arriba.

### Otros ascensos

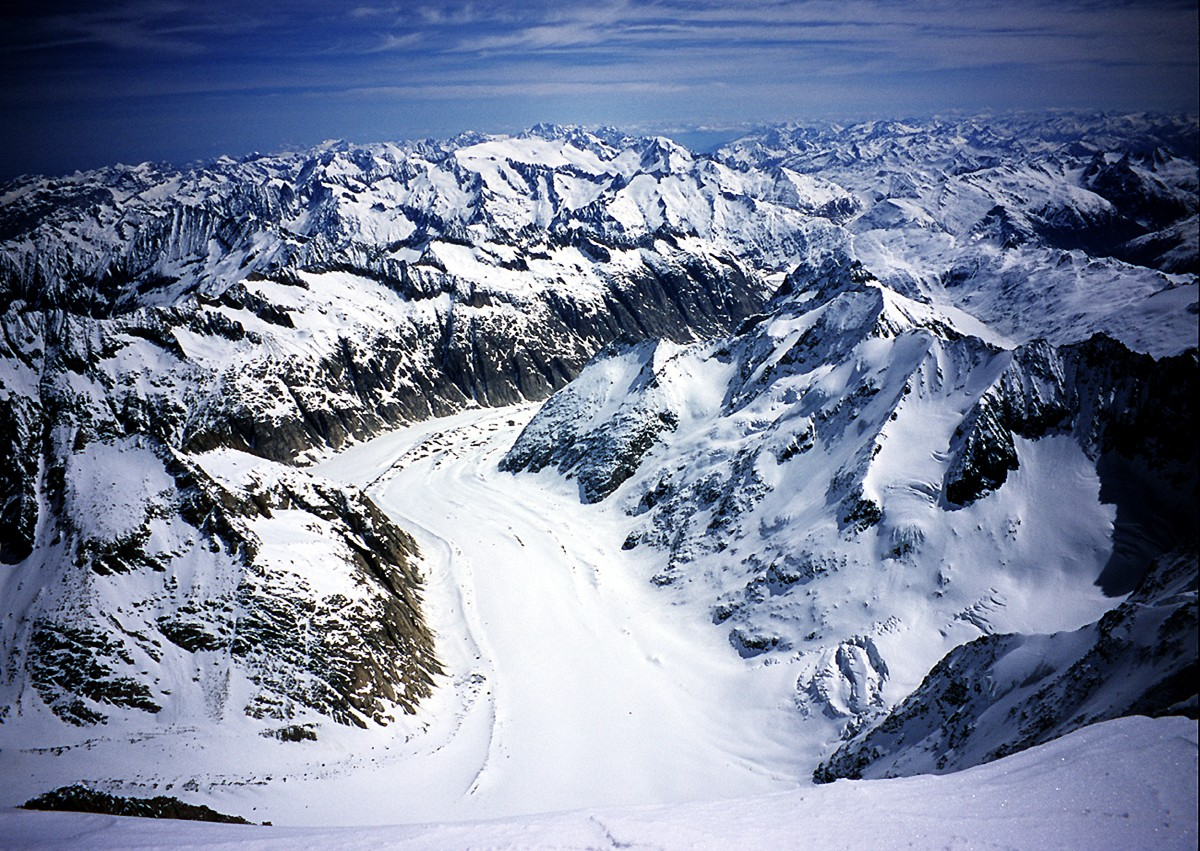
Vista sobre el glaciar Finsteraar desde la cumbre.

El quinto ascenso tuvo lugar el 13 de agosto de 1857. Fue el primer ascenso británico, realizado por John Frederick Hardy, William Mathews, Benjamin St John Attwood-Mathews, J.C.W. Ellis y Edward Shirley Kennedy, acompañado por los guías Auguste Simond y Jean Baptiste Croz de Chamonix, Johann Jaun el Viejo de Meiringen, Aloys Bortis de Fiesch y el porteador Alexander Guntern de Biel in Goms. Dejaron la Plaza de Concordia (Konkordiaplatz) a las 2:30 de la tarde, alcanzando la cumbre exactamente a 11:53 de la noche. Antes de ascender la montaña, Mathews ya había mencionado su idea de un club para alpinistas. En la cumbre del Finsteraarhorn, los escaladores decidieron fundar una asociación semejante, que sería llamada Club Alpino.
La ruta más difícil a la cumbre, la cara noreste, vio un infructuoso intento por parte de Gertrude Bell en julio de 1902. Dos años más tarde, Gustav Hasler y su guía Fritz Amatter abrieron la vía hasta la cima de esta cara el 16 de julio de 1904. El ascenso de Hasler marcó el inicio de la epopeya de las grandes caras norte en los Alpes bernesas. De hecho la cara noreste del Finsteraarhorn fue ascendida sólo 11 veces entre 1904 y 1977. Un tercer ascenso se hizo el 3 de septiembre de 1930 por Miriam O'Brien Underhill con los guías A. y F. Rubi. Ella narra este ascenso peligroso en su libro Give me the Hills.

## Rutas de ascenso
La ruta normal empieza en la cabaña Finsteraarhorn (3.046 m) y va por encima del lado sudoeste de la montaña hasta el collado Hugi (Hugisattel), luego sigue la arista rocosa noroeste hasta la cumbre.
| Rutas                            | Comienzo              | Tiempo de ascenso                                | Dificultad |
| -------------------------------- | --------------------- | ------------------------------------------------ | ---------- |
| Ruta normal                      | Cabaña Finsteraarhorn | 4–5 horas                                        | AD-        |
| Arista noroeste (arista Agassiz) | Cabaña Finsteraarhorn | 3–4 horas desde el collado Agassiz (Agassizjoch) | AD         |
| Arista sudeste                   | Cabaña Oberaar        | 14–15 horas                                      | D          |
| Cara este                        | Cabaña Oberaar        | 8–10 horas desde el collado Studer (Studerjoch)  | TD         |